# Северорусская кухня
Северорусская кухня — кухня населения Русского Севера. Включает кулинарные традиции, блюда и способы приготовления пищи северорусов (русские, поморы, сицкари, тудовляне, усть-цилёмы), а также издавна обитавших на землях Северной Европы финно-угорских племён (карелы, саамы, вепсы). Несмотря на то, что традиции и быт народов Севера имели отличия, происходило взаимное влияние, которое затронуло, в том числе, и кухню.

Оказала базовое влияние на сибирскую кухню, поскольку старожилы Сибири происходили в основном от североруссов.
Своими корнями уходит в древнерусскую кухню, поскольку славянизация этих земель началась в VI веке. Имеет сходные черты с карельской кухней. Из старой русской кухни русское население Севера заимствовало запекание и томление в печи. Основной вид северной посуды — неглубокая глиняная миска латка.
Ввиду природных особенностей региона, в северорусской кухне упор делался на продукты животного происхождения, на рыбу и дичь (птица, оленина и пр.), а также грибы, дикорастущие растения и ягоды. Рыболовство, охота и скотоводство (особенно молочное) были более перспективными занятиями, чем земледелие.
Сытная калорийная пища помогала жителям Севера поддерживать теплообмен в суровом климате.
Из-за близости моря, значительное место в рационе населения русского Севера всегда занимала морская рыба: сёмга, навага, треска. Поморы даже назвали себя «трескоедами». О важности рыбы в рационе говорит поговорка жителей Карелии и Архангельской области: «Лучше бесхлебье, чем безрыбье».
Большое внимание уделялось заготовке продуктов впрок. Для этого использовались такие способы, как засолка, квашение, мочение. Ввиду ограниченного использования огня, особенно в арктических регионах, обычным способом было замораживание продуктов, холодная обработка, отсюда появление таких блюд как строганина, сугудай, солонина.
В Приполярье и Заполярье употребляли продукты без тепловой обработки (мясо, рыбу), которые содержали больше витаминов, что помогало бороться с цингой.
Пшеницы сеяли мало, больше рожь и ячмень. Из ржаной и ячменной муки на Севере издавна пекли хлеб, часто с примесью коры.
Из овощей преобладали репа, редька, а также капуста. В XIX веке распространяется картофель.
Из растительных масел использовалось льняное и конопляное, которыми обычно сдабривали постную пищу.
Приправы и специи практически не использовали, поморы готовили воложи — ягодно-винные соусы.
В рецептах приготовления рыбы часто встречаются молочные продукты, что характерно и для других северных народов.
Популярными первыми блюдами была уха (с молоком), грибные супы, щи, с добавлением лука, редьки, крупы.
Повседневными блюдами населения Русского Севера были и являются каши, различные пироги (пироги-рыбники, пирог курник), калитки. Типичная выпечка Севера — шаньги, на праздники готовили особые пряники — козули и розанцы (хворост).

## Традиционные блюда
- Уха: молочная или соловецкая[12], из мелкой очищенной рыбы с маслом[13][14][15][16]; чудская или псковская[16] из снетков; вялая[17] или онежская[16] из сущика[18][19] — сушёных окуньков, ершей и снетков, с рыжиками[16].
- Строганина
- Пирог-рыбник
- Треска запечённая в твороге[20]
- Шаньги
- Калитки
- Розанцы — хворост
- Подинье (пахта)
- Козули
- Сущик
- Тетёры
- Волож — ягодный соус
- Кёж — ягодный кисель[21]